# 大里森山

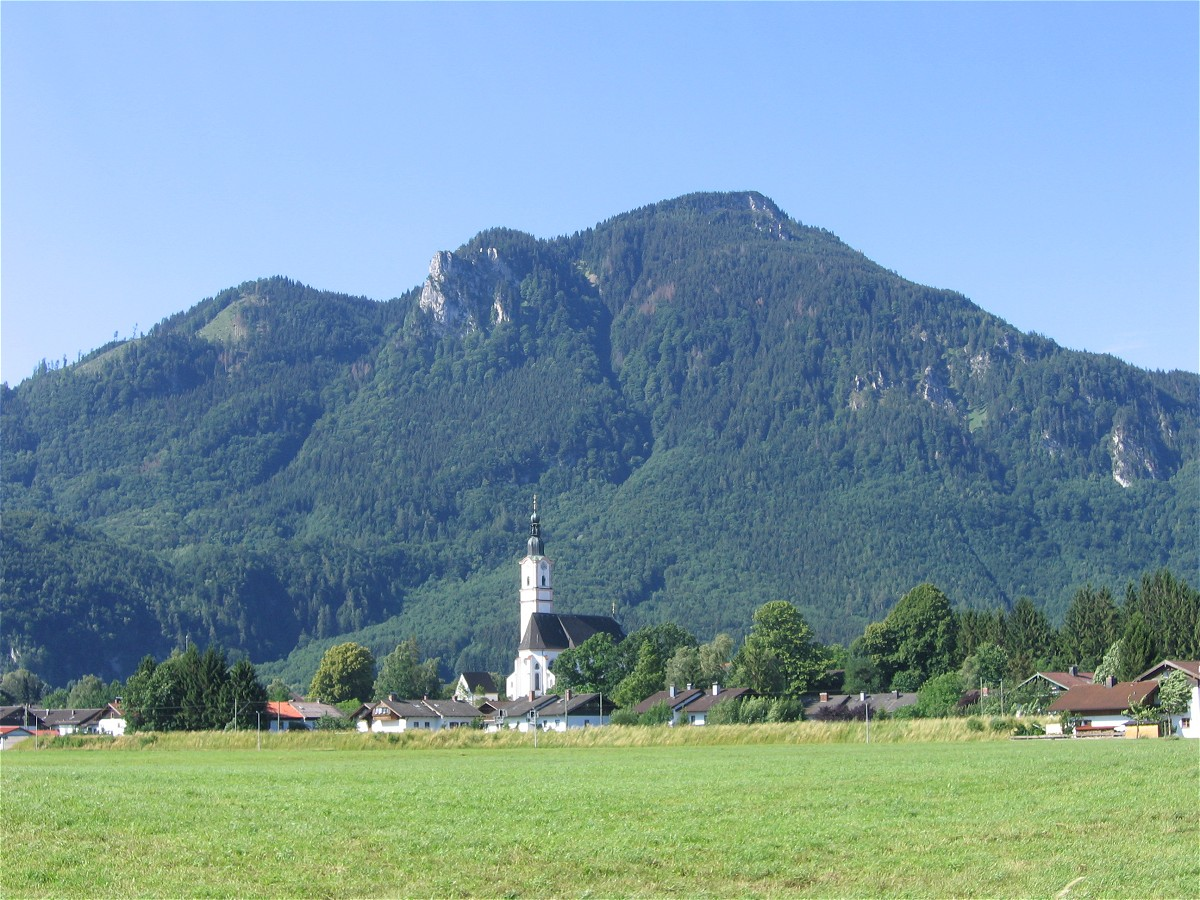

47°42′31″N 12°06′25″E / 47.7085°N 12.1069°E
大里森山（德語：Großer Riesenkopf），是德國的山峰，位於該國東南部，由巴伐利亞負責管轄，屬於巴伐利亞前阿爾卑斯山脈的一部分，海拔高度1,337米，每年平均降雨量1,847毫米。